# خالد الغانم
خالد الغانم، لاعب كرة قدم سعودي سابق، لعب لنادي الهلال السعودي والمنتخب السعودي الذي تأهل إلى دورة الألعاب الأولمبية بلوس أنجلوس 1984 وكذلك في قيادة المنتخب السعودي إلى نهائيات كأس أمم آسيا 1984م وهو اللقب الآسيوي الأول الذي حققه المنتخب السعودي بسنغافورة.